# Xalbadorren heriotzean

Xalbadorren heriotzean est une chanson et un poème de Xabier Lete de l'album Lore bat, zauri bat (Une fleur, une blessure), qui traduit du basque signifie « Dans le décès de Xalbador ». Elle est aussi connue dans le langage courant sous le nom de « Urepeleko artzaina » en basque ou « le berger d'Urepel » en français.
Elle a été écrite en hommage au poète disparu qu'est Xalbador. C'est l'une des chansons des plus connues avec Txoria txori à travers tout le Pays basque. 
Écrite en 1978, soit deux ans après le décès du bertsolari à Urepel le 7 novembre 1976, cette chanson a été interprétée par un grand nombre d'artistes tels que le poète Erramun Martikorena, le groupe Arrantzaleak, Magali Zubillaga, Benito Lertxundi, Anne Etchegoyen entre autres.
| Xalbadorren heriotzean Adiskide bat bazen orotan bihotz bera, Poesiaren hegoek Sentimentuzko bertsoek antzaldatzen zutena. Plazetako kantari bakardadez josia, Hitzen lihoa iruten Bere barnean irauten oiñazez ikasia, ikasia. (Errepika) Nun hago, zer larretan Urepeleko artzaina, Mendi hegaletan gora Oroitzapen den gerora Ihesetan joan hintzana. (bis) Hesia urraturik libratu huen kanta Lotura guztietatik Gorputzaren mugetatik aske senditu nahirik. Azken hatsa huela bertsorik sakonena. Iñoiz esan ezin diren Estalitako egien oihurik bortitzena, bortitzena. Nun hago... | Lors du décès de Xalbador Il y avait un ami, un être profond et sensible transfiguré par les ailes de la poésie, par les vers surgis d’un profond sentiment intérieur. Un chanteur qui parcourait les places, transi de solitude qui avait appris dans la douleur à tisser les mots pudiquement, à partir de l’incorruptible vérité de son être intérieur. (Refrain) Où es-tu, dans quels pâturages, berger d'Urepel ? toi qui as fui vers les flancs de la montagne, vers les lendemains qui demeurent dans le souvenir. (bis) Tu as libéré la chanson en démolissant les barrières cherchant avec ardeur la liberté au-delà des attaches et des limites du corps. transformant ainsi ton dernier soupir dans le vers le plus profond, en un cri violent de vérités insondables qui ne peuvent jamais être exprimées. Où es-tu... |  |